# تيم فريدمان
تيم فريدمان (بالإنجليزية: Tim Freedman)‏ هو عازف بيانو أسترالي، ولد في 25 نوفمبر 1964.

## وصلات خارجية
- تيم فريدمان على موقع ميوزك برينز (الإنجليزية)